# Manto birminia
Manto birminia är en fjärilsart som beskrevs av Corbet 1948. Manto birminia ingår i släktet Manto och familjen juvelvingar. Inga underarter finns listade i Catalogue of Life.